# Pajaro Dunes (California)
Pajaro Dunes es un lugar designado por el censo ubicado en el condado de Santa Cruz en el estado estadounidense de California. En el año 2010 tenía una población de 144 habitantes.

## Geografía
Pajaro Dunes se encuentra ubicado en las coordenadas 36°52′5.65″N 121°48′20.51″O / 36.8682361, -121.8056972.